# ベトナム国家大学ハノイ校工科大学
ベトナム国家大学ハノイ校工科大学（ベトナムこっかだいがくハノイこうこうかだいがく、英語名：Vietnam National University Hanoi College of Technology、ベトナム語：Trường Đại học Công nghệ / 場大學工藝）は、ベトナムハノイにある国家大学。

## 沿革
- 2004年設立

## 概要
2校あるベトナム国家大学の一つハノイ校に所属する工科大学。

### 学部
- 情報工学部（Faculty of Information Technology）
- 電子・通信工学部（Faculty of Electronics and Communication）
- 工業物理・ナノテクノロジー学部（Faculty of Engineering Physics and Nano Technology）
- 工業機械・オートメーション学部（Faculty of Engineering Mechanics and Automation）

### リサーチセンター
- コンピューターセンター（Computer Center）
- 電子・通信センター（Electronics and Communication Center）
- ソフトウエア工学研究開発センター（Software technology R&D center）
- 分子生物工学センター（Molecule Biology Technology Center）